# Sulzer-Areal
Koordinaten: 47° 29′ 49″ N, 8° 43′ 8″ O; CH1903: 696475 / 261480

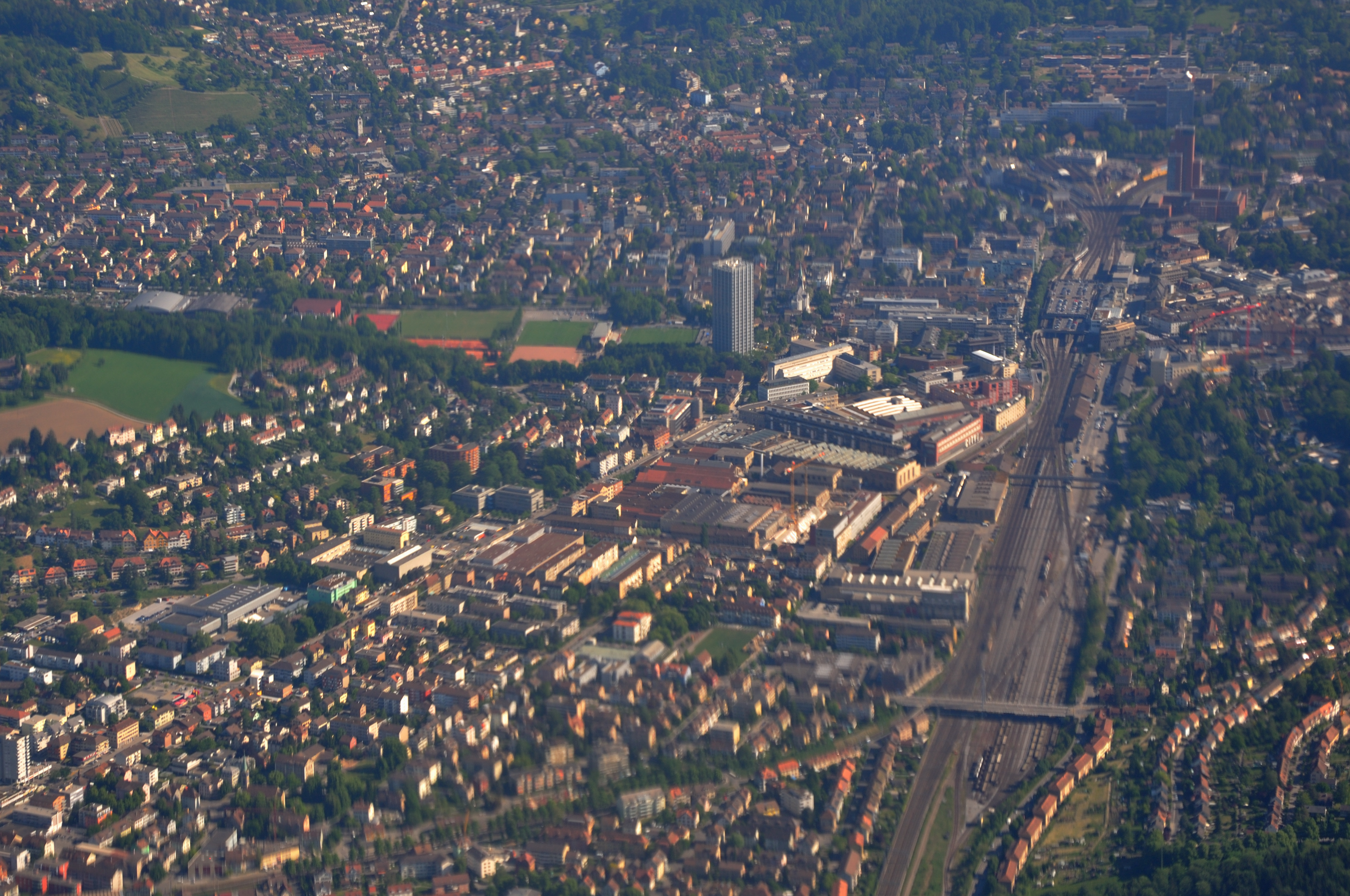
Blick aus der Vogelperspektive auf Winterthur, in der Mitte das Sulzer-Areal

Das Kesselhaus vor dem Umbau (1954–57 als Wahrzeichen des Sulzerareals)

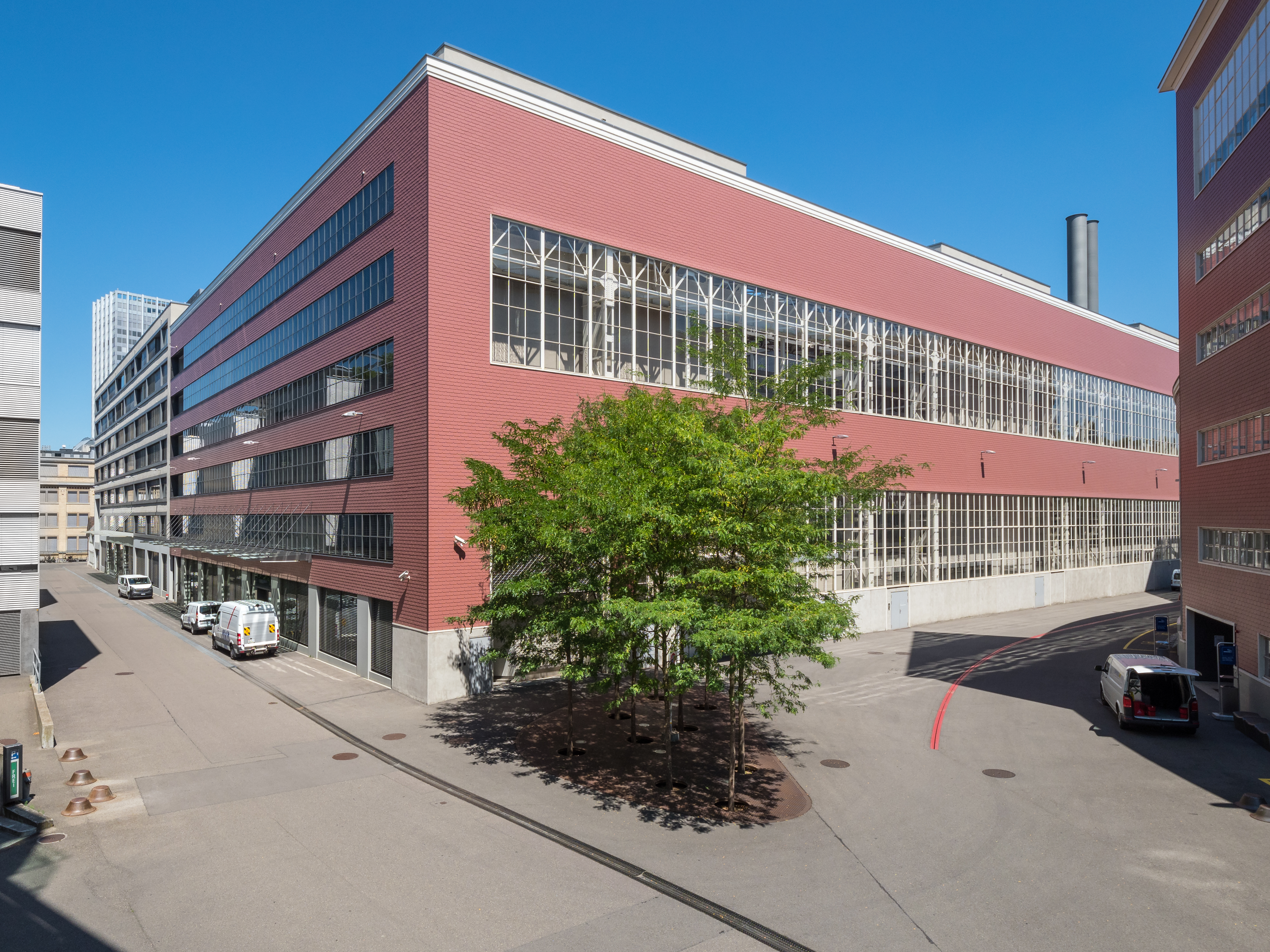
Südwestansicht "Superblock" mit Büros der Stadt und der AXA (2020)

Das Sulzer-Areal ist ein ehemaliges Industrieareal in der Schweizer Stadt Winterthur. Das weitgehend umgenutzte Areal ist benannt nach dem Winterthurer Sulzer-Konzern, der einst grosse Teile der Stadt belegte und seit seiner partiellen Verlagerung auf den Dienstleistungssektor Teile seiner stillgelegten Areale für Fremdnutzungen freigibt.

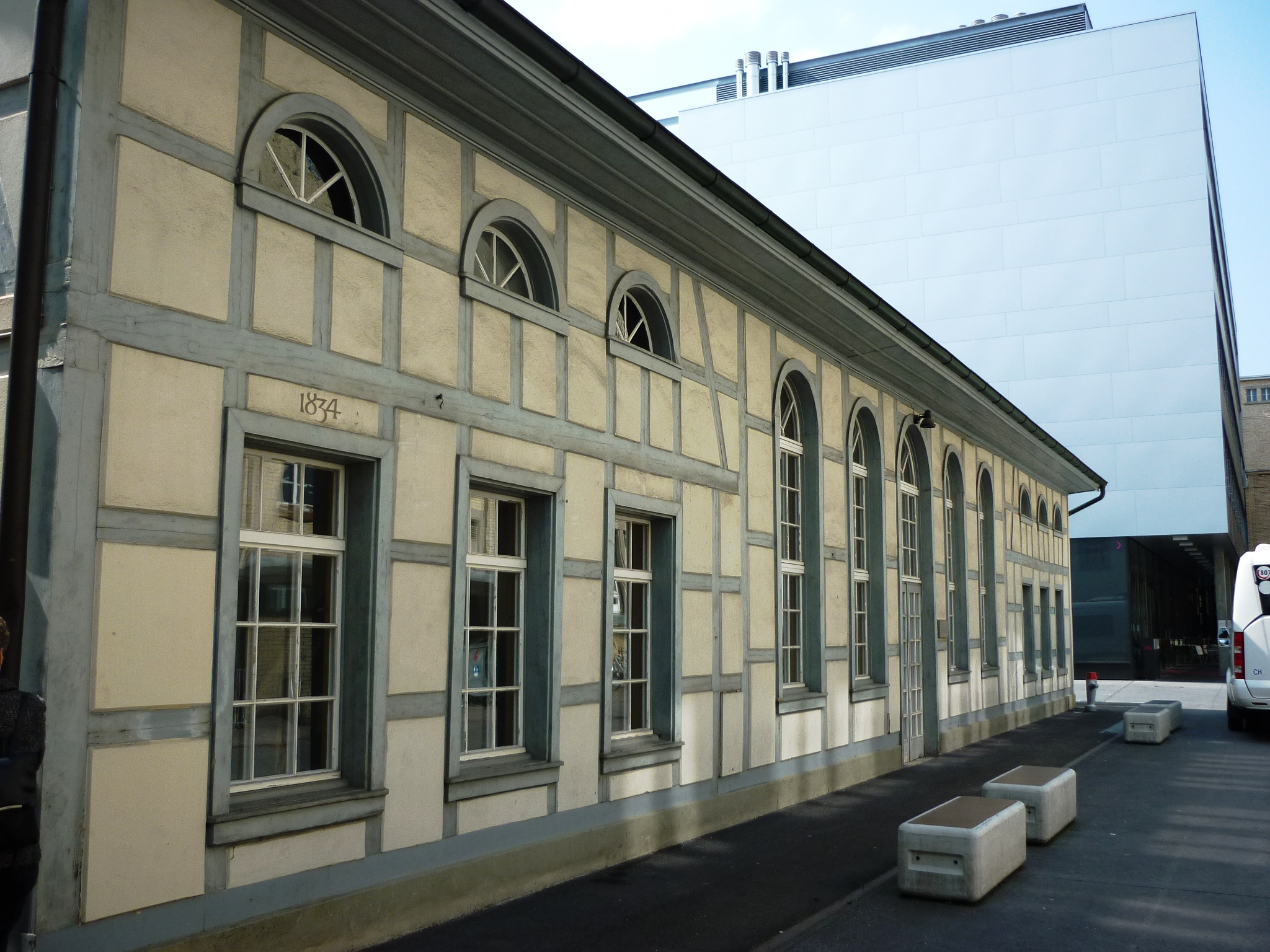
Gründergebäude von 1834

## Lage
Das Sulzer-Areal Stadtmitte liegt südwestlich vom Hauptbahnhof Winterthur zwischen Zürcherstrasse und dem Bahnareal. Es erstreckt sich auf einer Fläche von rund 20 ha und wird noch teilweise industriell genutzt. Das Grundstück befindet sich in einer dynamischen Transformation zu einem Mischgebiet mit neuen Überbauungen und modernen Übergangsnutzungen in bestehenden Gebäuden.

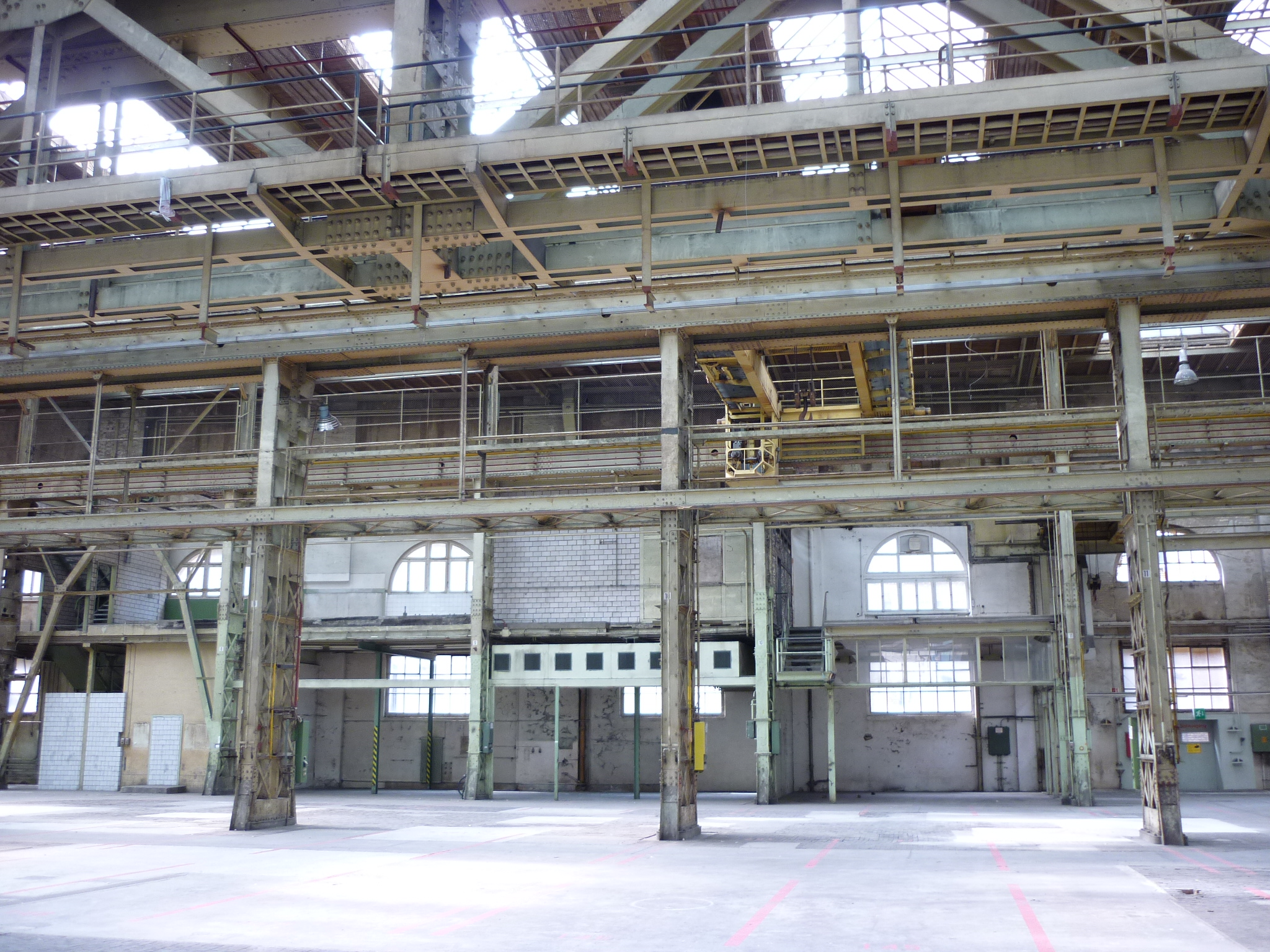
Ehemalige Grossgiesserei von 1891, heute unter Denkmalschutz

## Geschichte
Der Startschuss für das heutige Sulzer-Areal Winterthur Stadt fiel mit der Gründung der ersten Winterthurer Metallgiesserei durch die Gebrüder Sulzer. 1834 entsteht am Weg nach Zürich – ausserhalb der Altstadt – die erste Bronzegiesserei der Sulzer. Noch im gleichen Jahr beginnt der Bau des dazugehörenden Wohn- und Bürohauses. Der Start zu einer gut 150 Jahre dauernden Entwicklungsgeschichte ist erfolgt. Das Sulzer-Industrie-Quartier wächst stetig zwischen der Strasse und der neuen Eisenbahnlinie nach Zürich. Die Firma entwickelte sich in der zweiten Hälfte des 19. Jahrhunderts zum weltweit tätigen Unternehmen – mit über 33'000 Mitarbeitern – und belegte im Zentrum der Stadt Winterthur ein Areal, das in seiner Grösse mit der Winterthurer Altstadt vergleichbar ist.
Nach dem Auszug der Schwerindustrie Ende der 80er Jahre begannen die Planungen für die nicht-industrielle Zukunft des 150 000 m² grossen Sulzer-Areal. Damit gehörte das Sulzer-Areal Winterthur Stadt zu den ersten Industriebrachen der Schweiz. Die 1989 vorgestellte Projektstudie "Winti Nova", die einen grossflächigen Abbruch der bestehenden Bausubstanz vorsah, führte jedoch zu heftiger Opposition breiter Kreise.

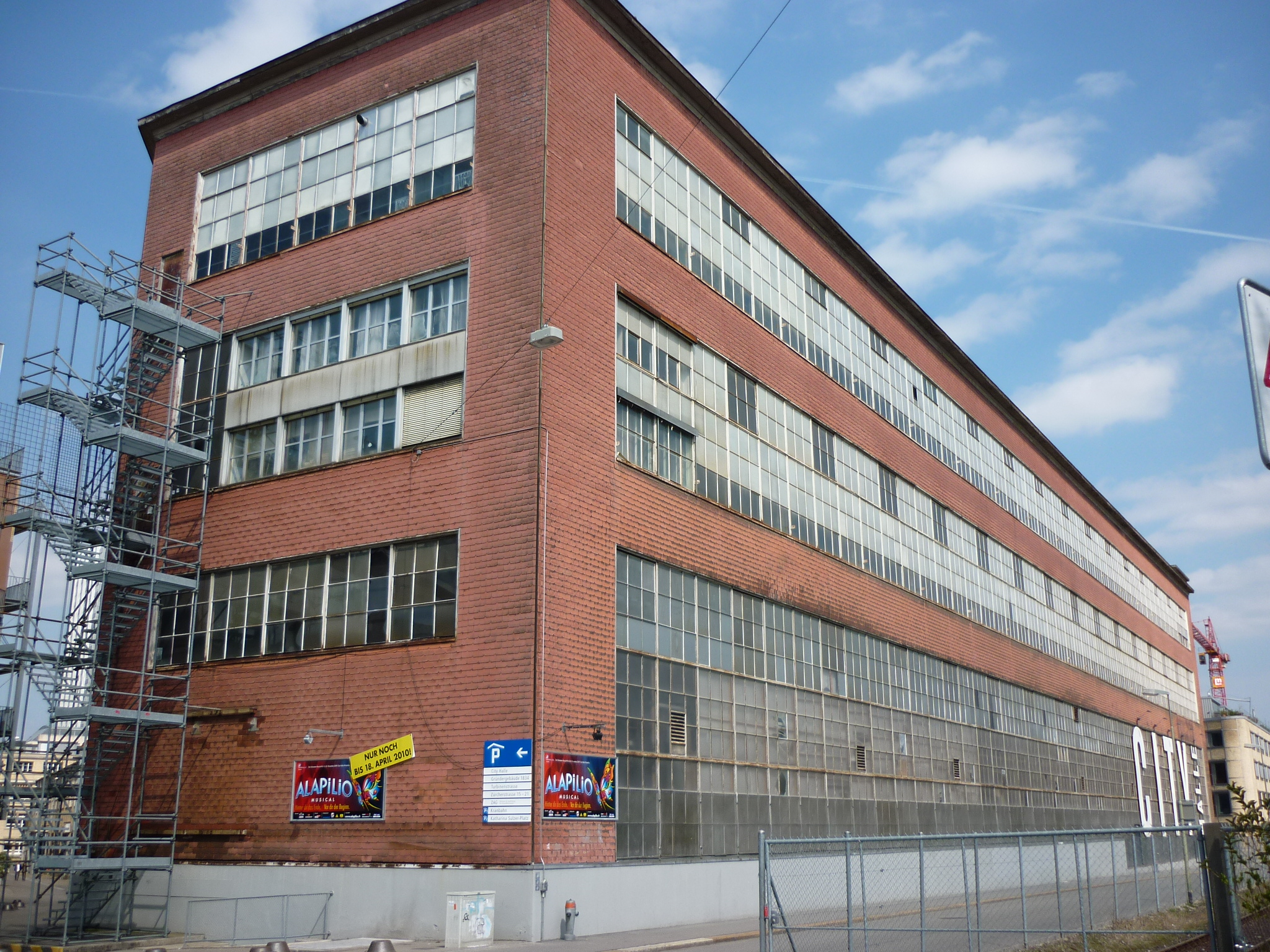
Halle 87, ehemalige City Halle und Dieselmotorenmontagehalle von 1930

Eine 1990 von der SIA Sektion Winterthur durchgeführte Veranstaltungsreihe (Werkstatt `90) sensibilisierte alle Beteiligten für eine nachhaltige Planung und Entwicklung des Sulzer-Areals und mündete 1992 in die von der Stadt Winterthur initiierte "Testplanung Stadtmitte". In diesem Zusammenhang schrieb die Firma Sulzer 1992 einen internationalen Studienwettbewerb aus, der weit über die Grenzen Winterthurs hinaus auf grosses Interesse stiess, und zum Siegerprojekt "Megalou"der Stararchitekten Jean Nouvel und Emanuel Cattani, Paris führte.
Parallel dazu, wenn auch sehr viel leiser, entwickelten sich auf dem Areal zahlreiche innovative Zwischennutzungen. Mitte der 90er Jahre war bereits rund die Hälfte der Flächen auf dem Sulzer-Areal mit Zwischennutzungen belegt und circa 400 neue Arbeitsplätze entstanden.
Obwohl der Stadtrat von Winterthur 1995 dem Megalou-Projekt die Baubewilligung erteilte, konnte aufgrund eines Rekurses des Verkehrsclubs der Schweiz erst drei Jahre später mit der eigentlichen Investoren- und Mietersuche begonnen werden. Damit fiel der Zeitpunkt der Umsetzungsreife mitten in eine anhaltende Rezession, die dem vorhergehenden Immobilienboom gefolgt war und den gesamten Immobiliensektor in eine tiefe Krise stürzte. Diese und der firmeninterne Grundsatz, grössere Vorinvestitionen nur in Erschliessung und Flächenaufbereitung zu tätigen, führte im Sommer 2001 zur Absage an das Grossprojekt "Megalou".

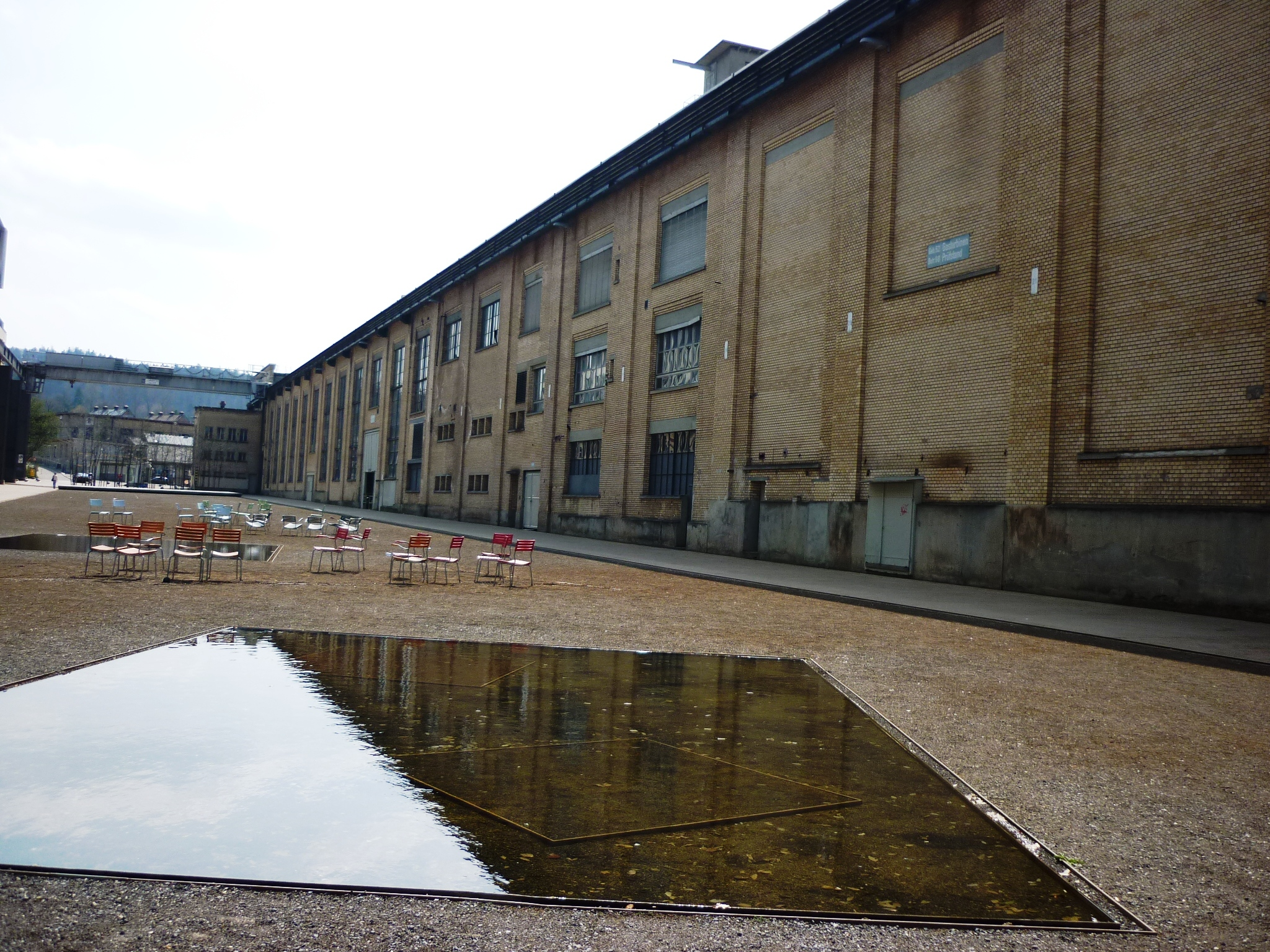
Katharina Sulzer Platz mit Halle 53

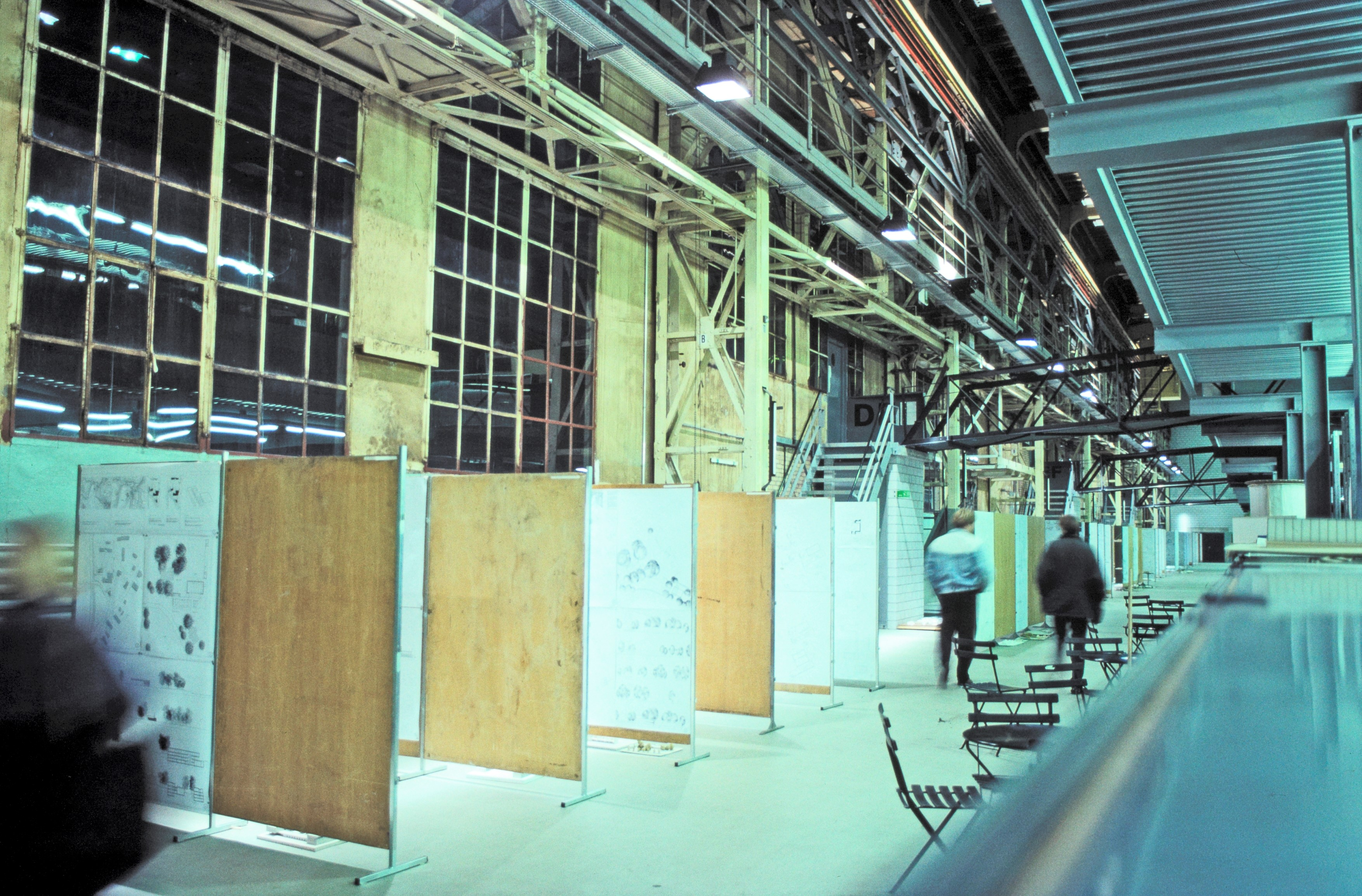
ZHAW-Architekturhalle

## Situation heute
Im Zentrum der neuen Vermarktungsstrategie der Sulzer Immobilien AG steht nun ein ganzheitliches Entwicklungsmanagement, das sich neben Grossprojekten auch auf kleinere Vorhaben in der Grössenordnung von 20 bis 30 Millionen Franken konzentriert. Weitere wichtige Schritte wie die Schaffung einer gemeinsamen Identität für das Areal, ein laufender Informationsaustausch zwischen allen beteiligten Projektentwicklern, Investoren, der Sulzer Immobilien AG und der Stadt Winterthur sowie ein professionelles prozessorientiertes Entwicklungsmanagement zeigen erste Erfolge.
Heute wird auf dem Sulzer-Areal so viel gebaut wie noch nie. Rund 30'000 m² Büro- und Dienstleistungsfläche und gegen 300 Wohnungen befinden sich in Planung oder in Realisierung. Das Investitionsvolumen beläuft sich zurzeit auf über 150 Millionen Franken und verschiedene weitere neue Projekte sind bereits in der Pipeline. Im Kesselhaus sind ein Multiplex-Kino und ein Einkaufszentrum entstanden.
Der hintere Teil des ehemaligen Industrieareal soll bei erhaltenem Industriecharakter zum Stadtquartier «Lokstadt» umgewandelt werden. Die Planungen sehen ein Mischquartier mit Wohn‐, Geschäfts‐ und Hochschulnutzung mit bis zu 6500 Arbeitsplätzen vor. Im Planungsgebiet sollen 1500 Personen wohnen, wobei 30 % der Wohnflächen dem preisgünstigen Wohnen vorbehalten sind.
Ein öffentlich bekannter Ort im Sulzer-Areal war die City Halle (Halle 87), in der Theaterproduktionen gezeigt wurden wie beispielsweise von 1993 bis 1994 das Musical Keep Cool. Der Musicalkomponist Harry Schärer bespielte die City Halle während 13 Jahren: Die erste Produktion war im Jahr 1998 das Musical Melissa. Der grösste Erfolg in der City Halle war das Musical Space Dream, das – mit Unterbrüchen – von 2001 bis 2011 in Winterthur lief. Im Jahr 2015 wurde aus der Halle schliesslich die Hauptbibliothek der Zürcher Hochschule für Angewandte Wissenschaften (ZHAW). Ebenfalls 2015 zogen verschiedene Abteilungen der Stadtverwaltung Winterthur auf das Areal. Im Jahr 2012 wurde die Halle 710 eröffnet, in der regelmässig ein Wochenmarkt mit lokalen Produkten stattfindet.